# شتاء العالم
شتاء العالم هي رواية تاريخية كتبها الروائي الويلزي كين فوليت ونُشرت في عام 2012. هذا الكتاب الثاني في القرن الثلاثي. تدور أحداث الرواية حول ملحمة عائلية تغطي التجارب المترابطة للعائلات الأمريكية والروسية والألمانية والبريطانية خلال القرن العشرين. تتبع الرواية الجيل الثاني من تلك العائلات والشخصيات الرئيسية المولودة في الرواية الأولى (سقوط العمالقة) ويتبعه جيل آخر من تلك العائلات في الكتاب الثالث والأخير من سلسلة (حافة الخلود) .
تبدأ القصة في عام 1933 مع استيلاء النازيين على السلطة متضمنة الحرب العالمية الثانية وتنتهي في عام 1949 في المراحل الأولى من الحرب الباردة.

## ملخص الحبكة
تتضمن القصة شخصيات من ألمانيا وبريطانيا والولايات المتحدة والاتحاد السوفيتي الذين ترتبط بهم الأحداث التي أدت إلى الحرب العالمية الثانية وتستمر خلال الحرب وما بعدها مباشرة. غالبًا ما تكون الشخصيات الرئيسية هي أطفال الشخصيات التي شوهدت في سقوط العمالقة. تغطي الرواية مجموعة واسعة من الأحداث العالمية خلال هذه الفترة بما في ذلك صعود النازية وصعود فرانكو في إسبانيا والنمو قصير الأجل للفاشية البريطانية وعملية T4 ، ومعركة موسكو، والهجوم، وهبوط نورماندي، الهجوم على بيرل هاربور، تطوير القنبلة الذرية الأمريكية والقنبلة السوفيتية، معركة برلين وغيرها الكثير. تنتشر العائلات في أربعة بلدان رقم انهم على علاقة ببعضهم البعض الا انهم ليسوا على دراية بذلك بالغالب.
تشمل شخصيات وجهة النظر ما يلي:
كارلا فون أولريش - ابنة عضو الرايخستاغ والتر فون أولريش ومحرر المجلة ليدي مود فيتزهيربرت - الأرستقراطية الإنجليزية التي وقعت في حب النبيل الألماني والتر قبل الحرب العالمية الأولى متبعة قلبها رغم كل الصعاب. تم رفضها للحصول على منحة طبية بسبب السياسات المناهضة للمرأة في ألمانيا النازية لكنها حصلت على وظيفة كممرضة في برلين. بعد مقتل والدها على يد الجستابو بسبب احتجاجه على عمليةT4 ، ساعدت صديقاتها - من أعضاء المقاومة الألمانية - في نقل خطط المعركة الحيوية إلى الاتحاد السوفيتي. خلال معركة برلين تشهد كارلا فتاة يهودية تبلغ من العمر أربعة عشر عامًا تدعى ريبيكا كانت على وشك أن تغتصب من قبل خمسة جنود من الجيش الأحمر وفي عمل مروّع من التضحية بالنفس تعرض نفسها للاغتصاب بدلاً من ذلك.أصبحت بعد ذلك حاملاً وقررت إنجاب الطفل والاعتزاز به وتربيته مع زوجها فيرنر فرانك ووالدتها. كما أنها تتبنى الفتاة ريبيكا التي أنقذتها. أصبحت عضوة مجلس مدينة برلين الاشتراكي الديموقراطي وشاركت في مواجهة السوفييت خلال عام 1948 حصار برلين.
إريك فون أولريش - الأخ الأكبر لكارلا، فهو ضيق التفكير وأقل ليبرالية من أخته ووالديه. إريك هو في البداية مؤيد قوي للنظام النازي ويخدم في الجيش الألماني كمنظم طبي في غزوات فرنسا وروسيا. ولكن عندما يشهد مذبحة المدنيين اليهود من قبل وحدات القتل المتنقلة التابعة لقوات الأمن الخاصة فقد يغير رأيه. تم القبض على إريك خلال معركة برلين وأصبح لاحقًا من أشد المؤيدين للشيوعية وهذا لأمر الذي أثار استياء والدته وأخته.
توماس ماكي - عضو طموح وسادي في الجستابو. حصل النازي المتعصب ماكي على ملكية مطعم مملوك من قبل روبرت ابن عم والتر فون أولريش من خلال التهديد بملاحقة روبرت بسبب مثليته الجنسية. أمر لاحقًا بقتل والد كارلا وإريك وكاد ينجح في الكشف عن دائرة المقاومة الألمانية التي تديرها كارلا وصديقها فيرنر ولكنه أصيب أثناء التفجيرو قام فيرنر بخنقه حتى الموت في المستشفى حيث تعمل كارلا.
لويد ويليامز - نجل النائب الويلزي إثيل ليكويث والقيط لإيرل فيتزهيربرت (وبالتالي ابن عم كارلا وإريك اللذين التقى بهما في برلين). كان لويد طالبًا في جامعة كامبريدج إلى جانب أخيه غير الشقيق Viscount 'Boy' Fitzherbert. بعد قيادة المظاهرات المناهضة للفاشية في لندن حارب من أجل القوات الجمهورية في الحرب الأهلية الإسبانية وساعد لاحقًا في إسقاط طيارين الحلفاء على الهروب من فرنسا التي احتلتها ألمانيا خلال الحرب العالمية الثانية. يقع لويد في حب ديزي في وقت مبكر من القصة على الرغم من أنها لم ترد بالمثل حتى وقت لاحق. بعد الحرب أصبح نائبًا عن حزب العمال ومؤيدًا لخطة مارشال لمحاربة التوسع الشيوعي في الاتحاد السوفيتي.
ديزي بيشكوف - ابنة رجل الأعمال الروسي الأمريكي / رجل العصابات ليف بيشكوف وأولغا فيالوف، كانت في البداية متسلقة اجتماعية سطحية ولكنها لطيفة. تم رفضها من قبل المجتمع الراقي في بلدها الأصلي بوفالو بسبب سمعة والدها وعاشت وتزوجت لاحقًا من Viscount 'Boy' Fitzherbert في إنجلترا. ومع ذلك، سرعان ما تنهار علاقتهما بسبب خياناته وجاذبيتها المتزايدة للويد ويليامز. تقود ديزي سيارة إسعاف خلال الغارة وتصبح صديقة مقربة من إثيل والدة لويد. بعد مقتل Boyحيث أسقطت طائرته، تتزوج ديزي من لويد بعد الحرب.
غريغوري «جريج» بيشكوف - الأخ غير الشقيق لديزي، ابن ليف وعشيقته مارغا. جريج طالب سابق في جامعة هارفارد، وهو إلى حد كبير مثل والده في مبادرته وطموحه وعاداته النسائية. وسرعان ما ينهض وسط بيروقراطية واشنطن D.C. خلال الحرب العالمية الثانية ويصبح مراقبا للحكومة في مشروع مانهاتن، وتطوير القنبلة النووية. خلال الحرب العالمية الثانية يكتشف جريج أن لديه ابنا اسمة جورجي من علاقتة السابقة مع ممثلة أمريكية شابة من أصل أفريقي اسمها جاكي جاكس. ويوفرحياة طيبة للطفل ويهتم بتعليمة وتربيتة ويصبح متعلقا بشدة بجورجي مما قد يخلق عائقا أمام خططه للشروع في مهنة سياسية في الحزب الجمهوري.
فلاديمير «فولوديا» بيشكوف - ابن الجنرال السوفيتي غريغوري بيشكوف وزوجته كاترينا، على الرغم من أن والد فلاديمير البيولوجي هو ليف شقيق غريغوري (الذي غادر روسيا قبل ولادته). ضابط استخبارات في الجيش الأحمر، فلاديمير هو المسؤول عن العديد من خلايا التجسس السوفيتية في ألمانيا والولايات المتحدة، بما في ذلك خلية كارلا وفيرنر. لقد حارب في الحرب الأهلية الإسبانية وفي معركة موسكو، وتمكن لاحقًا من الحصول على معلومات استخبارية سرية حول تطوير الولايات المتحدة للقنبلة النووية. بمرور الوقت، أصبح فلاديمير غير متيقن في إخلاصه للشيوعية لأنه شاهد الإجراءات الوحشية والقمعية التي اتخذها ستالين. ويقع فلاديمير في قصة حب مع عالمة فيزيائية جميلة تُدعى زويا منخرطة بعمق في البرنامج النووي السوفيتي ويتزوجها لاحقًا ويؤسس أسرة معها بعد الحرب.
وودي ديوار - ابن السناتور الأمريكي جوس ديوار وزوجته روزا، وصديق سابق لديزي وجريج. على الرغم من انجذابه إلى السياسة مثل والده يجد وودي شغفه الحقيقي في كتابة الأخبار والتصوير الفوتوغرافي. يقضي الكثير من القصة في محاولة للفوز بقلب حبيبته جوان روزروخ، ويفعل ذلك في النهاية. وفي أثناء وجودهم في هاواي للاحتفال بخطوبتهم قُتلت جبيبته أثناء الهجوم الياباني على بيرل هاربور. بعد وفاة شقيقه، خدم وودي في الجيش الأمريكي ضد الألمان، وقاد فصيلة مظليين في يوم النصر. يتم إرساله إلى المنزل وهو مصاب وفي النهاية يبدأ علاقة جديدة مع بيلا هيرنانديز وهي شابة من أصل إسباني التقى بها أثناء تدريبه في بريطانيا.
تشارلز «تشاك» ديوار - الأخ الأصغر لوودي. تشاك هو عضو وطني في البحرية الأمريكية، لكنه يكافح مع مثليته الجنسية المغلقة (التي كشف عنها لاحقًا لودي). كان تشاك موجودًا أثناء الهجوم على بيرل هاربور ويلعب لاحقًا دورًا صغيرًا ولكنه حيوي في معركة ميدواي. وقُتل لاحقًا بنيران رشاشات يابانية أثناء الهبوط في بوغانفيل محاولًا حماية عشيقه إيدي باري.
كما أن الرواية تمهد الطريق لعقود لاحقة فيما يتعلق بالعلاقات بين الأعراق والمثليين، وإنشاء الأمم المتحدة، والثورة الجنسية، ونمو الكتلة الشرقية الشيوعية. كما هو الحال في المجلد الأول من السلسلة، وفي المجلد التالي تنجب الأطفال الكثير من الشخصيات النسائية ويصبحوا ابطالا فيه.